# 官子譜
官子譜（かんずふ）は、中国の詰碁（珍瓏）を集めた棋書。明の時代の過百齢によって著され、清の時代に陶式玉（字は尚白）の編注、改訂により現在の形となった。終盤の死活や攻め合いなどの問題を集めたもので、詰碁の二大名著として『玄玄碁経』と並べられるが、手筋の網羅性は「官子譜」が上回っている。

## 成り立ち
明の時代には囲碁の名手が多く現われ、その末期の梁渓の過百齢もその一人であり、『官子譜』『三子譜』『四子譜』などの優れた棋書を残した。このうち『四子譜』は序盤、中盤について、「官子譜」が終盤（官子、ヨセ）についてのものだった。
その後『官子譜』には曹元尊が手を加えた。清の時代になり、陶式玉は、囲碁において終盤の死活やヨセの重要性に着眼し、1689年（康熙28年）に『官子譜』の編注に着手し、6年をかけて1694年（康熙33年）に完成して、榕城（現在の福建省福州市）で出版した。この時の校訂協力者には、呉瑞徴・婁子恩・蔡隣卿がいる。陶式玉は、蠡県の県令などをしていた後、『易経』研究でも名を上げたが、山陰（現在の浙江省紹興市）に帰郷して『官子譜』にあたった。また序文において陶式玉は号の存斎を名乗っている。

## 内容
死活や攻め合いなど1478題を収めており、原本（陶版）は上中下の三巻で構成され、上540題、中558題、下380題とされる。また「玄玄碁経」から収録したものもある。
陶版の序文としては、魚丘厚庵（朱弘祚）・胡献徴・呉貞吉から寄せられている。

## 出版物
日本では、以下の出版物がある。
- 西片朝三編『官子譜 （上）（中）（下）』令人堂出版部 1938年
- 呉清源解説、三堀将編集『官子譜 囲碁手筋の源流 （1）-（4）』平凡社（東洋文庫） 1977-78年
- 橋本宇太郎、小山靖男解説『官子譜抄—手筋の宝典』山海堂 1980年、改訂版2004年（死活を中心に304題を収録）
- 高木祥一編『官子譜 （上）（下）』教育社 1995年（164題を収録）